# Wahlenbergia napiformis
Wahlenbergia napiformis är en klockväxtart som först beskrevs av A.Dc., och fick sitt nu gällande namn av Mats Thulin. Wahlenbergia napiformis ingår i släktet Wahlenbergia och familjen klockväxter. Inga underarter finns listade i Catalogue of Life.